# Daniel Nathans
Daniel Nathans (Wilmington, 30 oktober 1928 – Baltimore, 16 november 1999) was een Amerikaans microbioloog en Nobelprijswinnaar.

## Biografie
Nathans werd geboren in een gezin van Russisch Joodse immigranten, als jongste van negen kinderen van Samuel en Sarah Levitan Nathans. Tijdens de Grote Depressie raakte zijn vader zijn bedrijf kwijt. Nathans ging naar openbare scholen, en vervolgens naar de Universiteit van Delaware. Daar studeerde hij scheikunde, filosofie en literatuur. Hierna ging hij studeren aan de Washington-universiteit in Saint Louis, alwaar hij in 1954 zijn Doctor of Medicine haalde. 
Na zijn studie was hij van plan terug te keren naar Wilmington als huisarts, maar na een verblijf aan het Columbia-Presbyterian Medical Center in New York, koos hij voor een onderzoekscarrière bij het National kankerinstituut (onderdeel van het National Institutes of Health) in Bethesda. In 1959 werd hij docent aan de Rockefeller-universiteit en vanaf 1962 hoogleraar microbiologie aan de Johns Hopkins-universiteit, een positie die hij tot aan zijn overlijden in 1999 behield.
Samen met Werner Arber en Hamilton Smith kreeg Nathans in 1978 de Nobelprijs voor de Fysiologie of Geneeskunde. De drie kregen de prijs voor de ontdekking van restrictie-enzymen, welke een instrument zijn geworden in de moleculaire biologie. Hij won ook de National Medal of Science in 1993. Nathan bewees het bestaan aan van de door Arber voorspelde restrictie-enzymen en gebruikte deze biologische stoffen om DNA op te delen in afzonderlijke componenten. Dit onderzoek vormde de basis van recombinant DNA-onderzoek, het inbrengen van vreemd of synthetisch DNA in een bestaand DNA-molecuul. Vervolgens slaagde hij erin om het SV40 DNA, een virus dat kanker bij apen veroorzaakt, op te delen in elf goed gedefinieerde fragmenten welke hem in staat stelde om de genen in kaart te brengen.
Van 1995 tot 1996 was Nathans president van de Johns Hopkins University in Baltimore. Na Nathans’ overlijden werd aan de Johns Hopkins University School of Medicine het nieuwe instituut voor genetische medicijnen naar hem vernoemd.